# Liste der Naturdenkmale in Langenhagen
Die Liste der Naturdenkmale in Langenhagen nennt die Naturdenkmale in Langenhagen in der Region Hannover in Niedersachsen. Die Aufgaben der unteren Naturschutzbehörde hat die Stadt Langenhagen übernommen.

## Naturdenkmale
Im Gebiet der Stadt Langenhagen sind 10 Naturdenkmale verzeichnet.
| Bild                          | Bezeichnung                               | Ort, Lage                                     | Beschreibung                                                    | Schutzzweck | Nummer   |
| ----------------------------- | ----------------------------------------- | --------------------------------------------- | --------------------------------------------------------------- | ----------- | -------- |
| BW                            | Stieleiche                                | Kaltenweide (52° 29′ 4,4″ N, 9° 43′ 28,8″ O)  |                                                                 |             | ND-H 020 |
| Fotos hochladen               | Stieleiche                                | Krähenwinkel (52° 27′ 49,2″ N, 9° 45′ 5,9″ O) |                                                                 |             | ND-H 026 |
| Fotos hochladen               | Eichengruppe aus 5 Bäumen u. 1 Einzelbaum | Langenhagen (52° 25′ 51,4″ N, 9° 44′ 1,3″ O)  |                                                                 |             | ND-H 033 |
| Fotos hochladen               | Stieleiche                                | Engelbostel (52° 26′ 7,6″ N, 9° 40′ 41,6″ O)  |                                                                 |             | ND-H 043 |
| BW                            | Stieleiche                                | Kaltenweide (52° 28′ 34,7″ N, 9° 43′ 48,5″ O) |                                                                 |             | ND-H 044 |
| mehr Fotos \| Fotos hochladen | Stieleiche                                | Engelbostel (52° 26′ 53,9″ N, 9° 39′ 20,4″ O) |                                                                 |             | ND-H 120 |
| BW                            | Stieleiche                                | Kaltenweide (52° 29′ 44,3″ N, 9° 45′ 38,4″ O) |                                                                 |             | ND-H 121 |
| Fotos hochladen               | Rosskastanie                              | Engelbostel (52° 26′ 12,3″ N, 9° 40′ 54,6″ O) |                                                                 |             | ND-H 122 |
| mehr Fotos \| Fotos hochladen | Fünfstämmige Eiche in Engelbostel         | Engelbostel (52° 27′ 50,8″ N, 9° 38′ 8,4″ O)  |                                                                 |             | ND-H 194 |
| BW                            | Stieleiche                                | Kaltenweide (52° 29′ 23,8″ N, 9° 40′ 29,1″ O) | Über 200 Jahre alte dreistämmige Eiche mit markanter Wuchsform. |             | ND-H 260 |

## Ehemalige Naturdenkmale
Seit dem Jahr 2001 wurde der Schutz für zwei Naturdenkmale im Gebiet von Langenhagen aufgehoben.
| Bild            | Bezeichnung   | Ort, Lage                                                                          | Beschreibung | Schutzzweck | Nummer   |
| --------------- | ------------- | ---------------------------------------------------------------------------------- | --- | ----------- | -------- |
| BW              | Trompetenbaum | Langenhagen Pestalozziweg, Ecke Walsroder Straße (52° 26′ 54,3″ N, 9° 44′ 24,6″ O) | Im Januar 2009 aus Verkehrssicherungsgründen gefällt, Verordnung 2020 aufgehoben.                                                                                              |             | ND-H 045 |
| Fotos hochladen | Stieleiche    | Krähenwinkel Walsroder Straße 207 (52° 27′ 28,9″ N, 9° 44′ 39,5″ O)                | Seit 1980 Naturdenkmal Schon 2008 durch Einmorschungen stark geschädigt. Im Dezember 2017 bis auf einen Torso gekürzt. Verordnung 2020 aufgehoben, da nicht mehr schutzwürdig. |             | ND-H 046 |